# Tobias Harris
Pour les articles homonymes, voir Harris.
Tobias Harris, né le 15 juillet 1992 à Islip, New York, est un joueur américain de basket-ball. Il joue au poste d'ailier fort voire d'ailier.

## Biographie

### Carrière lycéenne
Harris joue au lycée Half Hollow Hills West dans l'État de New York. En mars 2010, il participe au tournoi McDonald's All-American. Harris est titulaire de l'équipe de l'est et marque 13 points (6/7) en 12 minutes de jeu. À la fin de sa saison de lycée, il est élu meilleur joueur de lycée de l'État de New York.

### Carrière universitaire
En 2010, Harris rejoint les Volunteers du Tennessee, l'équipe universitaire de l'université du Tennessee. L'entraîneur Bruce Pearl le fait jouer au poste de point forward, un mélange de meneur et d'ailier fort. Sur la saison, il marque en moyenne 15,3 points et prend 7,3 rebonds. Il est nommé meilleur joueur de première année universitaire (freshman) et figure dans la seconde meilleure équipe de la Southeastern Conference. Les Vols sont battus dès le premier tour du tournoi NCAA par les Wolverines du Michigan.
Après sa première année universitaire il choisit de se présenter à la draft 2011 de la NBA.

### Carrière professionnelle

#### Bucks de Milwaukee (2011-2013)
Le 23 juin 2011, il est choisi en 19e position par les Bobcats de Charlotte. Le soir-même, il est transféré aux Bucks de Milwaukee.
Le 10 décembre 2011, il signe son contrat rookie avec les Bucks. Harris fait ses débuts en NBA le 7 janvier 2012 contre les Clippers de Los Angeles. Le lendemain, il termine meilleur marqueur de son équipe avec 15 points contre les Suns de Phoenix. Durant sa première saison, il participe à 42 rencontres où il est titularisé neuf fois, avec des moyennes de 5,0 points, 2,4 rebonds et 0,5 passe décisive en 11,4 minutes par match.
Le 24 octobre 2012, les Bucks activent leur option d'équipe sur la troisième année du contrat rookie d'Harris, le prolongeant jusqu'à la fin de la saison 2013-2014.

#### Magic d'Orlando (2013-2016)
Le 21 février 2013, il est échangé, avec Doron Lamb et Beno Udrih, au Magic d'Orlando contre J. J. Redick, Gustavo Ayón et Ish Smith. Il rejoint une équipe faible où il gagne du temps de jeu et ses statistiques sont en hausse : 17,3 points et 8,5 rebonds de moyenne par rencontre. Il triple sa moyenne de points et quadruple ses moyennes aux rebonds, passes décisives et contres par match.
Le 26 octobre 2013, le Magic active son option d'équipe sur la quatrième année du contrat rookie d'Harris, le prolongeant jusqu'à la fin de saison 2014-2015.
Le 24 janvier 2014, Harris marque 28 points et prend 20 rebonds (son record en carrière) lors de la victoire 114 à 105 contre les Lakers de Los Angeles. Le 2 mars 2014, il bat son record de points en carrière avec 31 unités lors de la victoire 92 à 81 contre les 76ers de Philadelphie.
En juillet 2014, son cousin Channing Frye le rejoint au Magic.
Le 4 juillet 2015, il resigne au Magic pour quatre ans et 64 millions de dollars.

#### Pistons de Détroit (2016-2018)
Le 16 février 2016, il est transféré aux Pistons de Détroit en échange d'Ersan İlyasova et Brandon Jennings. Trois jours plus tard, il fait ses débuts avec les Pistons en tant que remplaçant et marque 21 points mais n'empêche pas la défaite 98 à 86 chez les Wizards de Washington. Les Pistons terminent la saison régulière à la huitième place de la conférence Est avec un bilan de 44 victoires et 38 défaites, participant aux playoffs pour la première fois depuis 2009. Toutefois, au premier tour, ils rencontrent le premier de la saison régulière et futur champion NBA, les Cavaliers de Cleveland contre qui ils s'inclinent 4 matches à 0.

#### Clippers de Los Angeles (2018-2019)
Le 29 janvier 2018, il est échangé aux Clippers de Los Angeles en compagnie de Avery Bradley et Boban Marjanović, contre Blake Griffin, Willie Reed et Brice Johnson.
Le 23 juillet 2018, il refuse une offre de prolongation des Clippers de 80 millions de dollars sur quatre ans.

#### 76ers de Philadelphie (2019-2024)
Le 6 février 2019, il est envoyé aux 76ers de Philadelphie avec Boban Marjanović et Mike Scott en échange de Landry Shamet, Wilson Chandler, Mike Muscala et quatre tours de draft.
Le 1er juillet 2019, il signe un nouveau contrat avec les 76ers de Philadelphie sur 5 ans pour 180 millions de dollars.

#### Retour aux Pistons de Détroit (depuis 2024)
Agent libre à l'été 2024, il rejoint les Pistons de Détroit pour un contrat de 52 millions de dollars sur deux ans.

## Palmarès
- Second-team All-SEC – Coaches (2011)
- SEC All-Freshman Team (2011)
- McDonald's All-American (2010)
- First-team Parade All-American (2010)
- Mr. New York Basketball (2010)
- Joueur du mois de la conférence ouest (octobre-novembre 2018)

## Statistiques

### Universitaires
Les statistiques de Tobias Harris en matchs universitaires sont les suivantes :
| Saison    | Équipe    | Matchs | Titul. | Min./m | % Tir | % 3pts | % LF | Rbds/m. | Pass/m. | Int/m. | Ctr/m. | Pts/m. |
| --------- | --------- | ------ | ------ | ------ | ----- | ------ | ---- | ------- | ------- | ------ | ------ | ------ |
| 2010-2011 | Tennessee | 34     | 33     | 29,2   | 46,0  | 30,3   | 75,3 | 7,21    | 1,29    | 0,71   | 0,85   | 15,32  |
| Total     | Total     | 34     | 33     | 29,2   | 46,0  | 30,3   | 75,3 | 7,21    | 1,29    | 0,71   | 0,85   | 15,32  |

### Professionnelles

#### Saison régulière NBA
gras = ses meilleures performances
| Saison    | Équipe         | Matchs | Titul. | Min./m | % Tir | % 3pts | % LF | Rbds/m. | Pass/m. | Int/m. | Ctr/m. | Pts/m. |
| --------- | -------------- | ------ | ------ | ------ | ----- | ------ | ---- | ------- | ------- | ------ | ------ | ------ |
| 2011-2012 | Milwaukee      | 42     | 9      | 11,4   | 46,7  | 26,1   | 81,5 | 2,40    | 0,52    | 0,31   | 0,17   | 4,95   |
| 2012-2013 | Milwaukee      | 28     | 14     | 11,6   | 46,1  | 33,3   | 88,5 | 2,04    | 0,46    | 0,29   | 0,25   | 4,86   |
| 2012-2013 | Orlando        | 27     | 20     | 36,1   | 45,3  | 31,0   | 72,1 | 8,52    | 2,07    | 0,89   | 1,37   | 17,30  |
| 2013-2014 | Orlando        | 61     | 36     | 30,3   | 46,4  | 25,4   | 80,7 | 6,95    | 1,34    | 0,67   | 0,39   | 14,64  |
| 2014-2015 | Orlando        | 68     | 63     | 34,8   | 46,6  | 36,4   | 78,8 | 6,32    | 1,82    | 1,01   | 0,53   | 17,12  |
| 2015-2016 | Orlando        | 49     | 49     | 32,9   | 46,4  | 31,1   | 78,4 | 7,00    | 2,02    | 0,96   | 0,57   | 13,65  |
| 2015-2016 | Détroit        | 27     | 25     | 33,5   | 47,7  | 37,5   | 91,1 | 6,22    | 2,59    | 0,67   | 0,44   | 16,56  |
| 2016-2017 | Détroit        | 82     | 48     | 31,3   | 48,1  | 34,7   | 84,1 | 5,07    | 1,72    | 0,73   | 0,48   | 16,11  |
| 2017-2018 | Détroit        | 48     | 48     | 32,6   | 45,1  | 40,9   | 84,6 | 5,08    | 1,96    | 0,71   | 0,31   | 18,08  |
| 2017-2018 | L. A. Clippers | 32     | 32     | 34,5   | 47,3  | 41,4   | 80,0 | 6,03    | 3,06    | 1,16   | 0,62   | 19,31  |
| 2018-2019 | L. A. Clippers | 55     | 55     | 34,6   | 49,6  | 43,4   | 87,7 | 7,85    | 2,73    | 0,73   | 0,44   | 20,95  |
| 2018-2019 | Philadelphie   | 27     | 27     | 35,0   | 46,9  | 32,6   | 84,1 | 7,89    | 2,93    | 0,41   | 0,48   | 18,22  |
| 2019-2020 | Philadelphie   | 72     | 72     | 34,3   | 47,1  | 36,7   | 80,6 | 6,88    | 3,15    | 0,74   | 0,56   | 19,60  |
| 2020-2021 | Philadelphie   | 62     | 62     | 32,5   | 51,2  | 39,4   | 89,2 | 6,76    | 3,55    | 0,89   | 0,82   | 19,52  |
| 2021-2022 | Philadelphie   | 73     | 73     | 34,8   | 48,2  | 36,7   | 84,2 | 6,80    | 3,50    | 0,60   | 0,60   | 17,20  |
| 2022-2023 | Philadelphie   | 74     | 74     | 32,9   | 50,1  | 38,9   | 87,6 | 5,70    | 2,50    | 0,90   | 0,50   | 14,70  |
| 2023-2024 | Philadelphie   | 70     | 70     | 33,8   | 48,7  | 35,3   | 87,8 | 6,50    | 3,10    | 1,00   | 0,70   | 17,20  |
| Total     | Total          | 897    | 777    | 31,7   | 47,8  | 36,8   | 83,5 | 6,20    | 2,40    | 0,80   | 0,50   | 16,30  |

Mise à jour le 1er juillet 2024

#### Playoffs NBA
gras = ses meilleures performances
| Saison | Équipe       | Matchs | Titul. | Min./m | % Tir | % 3pts | % LF  | Rbds/m. | Pass/m. | Int/m. | Ctr/m. | Pts/m. |
| ------ | ------------ | ------ | ------ | ------ | ----- | ------ | ----- | ------- | ------- | ------ | ------ | ------ |
| 2016   | Détroit      | 4      | 4      | 39,0   | 45,7  | 33,3   | 92,3  | 9,50    | 3,00    | 0,75   | 0,75   | 14,50  |
| 2019   | Philadelphie | 12     | 12     | 36,9   | 42,5  | 34,9   | 84,6  | 9,08    | 4,00    | 1,08   | 0,50   | 15,50  |
| 2020   | Philadelphie | 4      | 4      | 37,1   | 38,3  | 13,3   | 78,9  | 9,50    | 4,00    | 0,50   | 0,25   | 15,75  |
| 2021   | Philadelphie | 12     | 12     | 36,5   | 48,8  | 37,2   | 87,5  | 8,50    | 3,50    | 1,00   | 0,42   | 21,75  |
| 2022   | Philadelphie | 12     | 12     | 38,8   | 50,0  | 38,6   | 86,4  | 7,60    | 2,90    | 1,10   | 0,80   | 16,90  |
| 2023   | Philadelphie | 11     | 11     | 35,6   | 52,2  | 36,6   | 86,7  | 7,30    | 1,60    | 0,60   | 0,50   | 15,30  |
| 2024   | Philadelphie | 6      | 6      | 36,4   | 43,1  | 33,3   | 100,0 | 7,20    | 1,50    | 0,20   | 0,50   | 9,00   |
| Total  | Total        | 61     | 61     | 37,1   | 47,1  | 34,9   | 86,3  | 8,20    | 3,00    | 0,80   | 0,60   | 16,30  |

Mise à jour le 1er juillet 2024

## Records sur une rencontre en NBA
Les records personnels de Tobias Harris en NBA sont les suivants, :
| Type de statistique        | Saison régulière | Saison régulière          | Saison régulière | Playoffs | Playoffs              | Playoffs      |
| Type de statistique        | Record           | Adversaire                | Date             | Record   | Adversaire            | Date          |
| -------------------------- | ---------------- | ------------------------- | ---------------- | -------- | --------------------- | ------------- |
| Points                     | 39               | Trail Blazers de Portland | 17 décembre 2018 | 37       | Wizards de Washington | 23 mai 2021   |
| Paniers marqués            | 15               | Trail Blazers de Portland | 17 décembre 2018 | 15       | Wizards de Washington | 23 mai 2021   |
| Paniers tentés             | 29               | @ Pacers de l'Indiana     | 1er août 2020    | 29       | Wizards de Washington | 23 mai 2021   |
| Paniers à 3 points réussis | 7                | Pacers de l'Indiana       | 26 décembre 2017 | 6        | @ Nets de Brooklyn    | 18 avril 2019 |
| Paniers à 3 points tentés  | 11               | 3 fois                    | 3 fois           | 13       | Raptors de Toronto    | 5 mai 2019    |
| Lancers francs réussis     | 13               | @ Raptors de Toronto      | 28 décembre 2021 | 8        | Wizards de Washington | 2 juin 2021   |
| Lancers francs tentés      | 14               | @ Raptors de Toronto      | 28 décembre 2021 | 10       | Wizards de Washington | 2 juin 2021   |
| Rebonds offensifs          | 7                | Bucks de Milwaukee        | 10 avril 2013    | 8        | Celtics de Boston     | 21 août 2020  |
| Rebonds défensifs          | 19               | Lakers de Los Angeles     | 24 janvier 2014  | 15       | @ Nets de Brooklyn    | 18 avril 2019 |
| Rebonds totaux             | 20               | Lakers de Los Angeles     | 24 janvier 2014  | 16       | @ Nets de Brooklyn    | 18 avril 2019 |
| Passes décisives           | 10               | @ Raptors de Toronto      | 28 décembre 2021 | 8        | 2 fois                | 2 fois        |
| Interceptions              | 5                | @ Pistons de Détroit      | 17 novembre 2014 | 4        | @ Heat de Miami       | 4 mai 2022    |
| Contres                    | 3                | 16 fois                   | 16 fois          | 3        | Raptors de Toronto    | 18 avril 2022 |
| Balles perdues             | 7                | @ Suns de Phoenix         | 4 janvier 2019   | 5        | @ Raptors de Toronto  | 27 avril 2019 |
| Minutes jouées             | 46               | Thunder d'Oklahoma City   | 30 octobre 2015  | 49       | Knicks de New York    | 30 avril 2024 |

- Double-double : 130 (dont 18 en playoffs)
- Triple-double : 1

Dernière mise à jour : 21 avril 2025

## Salaires
| Année       | Equipe                  | Salaire       |
| ----------- | ----------------------- | ------------- |
| 2011-2012   | Bucks de Milwaukee      | 1 418 160 $   |
| 2012-2013   | Magic d'Orlando         | 1 524 480 $   |
| 2013-2014   | Magic d'Orlando         | 1 545 840 $   |
| 2014-2015*  | Magic d'Orlando         | 2 380 594 $   |
| 2015-2016   | Pistons de Détroit      | 16 000 000 $  |
| 2016-2017   | Pistons de Détroit      | 17 200 000 $  |
| 2017-2018   | Clippers de Los Angeles | 16 000 000 $  |
| 2018-2019   | 76ers de Philadelphie   | 14 800 000 $  |
| 2019-2020   | 76ers de Philadelphie   | 32 742 000 $  |
| 2020-2021   | 76ers de Philadelphie   | 34 358 850 $  |
| 2021-2022   | 76ers de Philadelphie   | 35 995 950 $  |
| Total Gains | Total Gains             | 173 965 874 $ |
| 2022-2023   | 76ers de Philadelphie   | 37 633 050 $  |
| 2023-2024   | 76ers de Philadelphie   | 39 270 150 $  |

Note : * Pour la saison 2014-2015, le salaire moyen d'un joueur évoluant en NBA est de 4 500 000 $.

## Vie privée
Son frère, Tyler, est basketteur professionnel depuis 2016. Tobias est le cousin du basketteur Channing Frye.
Harris porte le numéro 12 en hommage à son ami et ancien coéquipier Morgan Childs, mort à 17 ans d'une leucémie. Bien qu'il n'ait pas pu porter ce numéro durant sa période chez les Bucks de Milwaukee, Harris reprend le numéro 12 chez le Magic d'Orlando lors de la saison 2012-2013.

## Pour approfondir